# Elsholtzieae
Elsholtzieae R.W.Sanders & P.D.Cantino, 1984 è una tribù di piante spermatofite dicotiledoni appartenenti alla famiglia delle Lamiaceae (ordine delle Lamiales).

## Etimologia
Il nome della tribù deriva dal suo genere tipo Elsholtzia  Willd., il cui nome è stato dato in ricordo di Johann Sigismund Elsholtz (1623-1688), scrittore botanico prussiano. Il nome scientifico della tribù è stato definito dai botanici contemporanei Roger William Sanders (1950-) e Philip Douglas Cantino (1948-) nella pubblicazione "Taxon; Official News Bulletin of the International Society for Plant Taxonomy. Utrecht - 33(1): 69 (1984)" del 1984.

## Descrizione

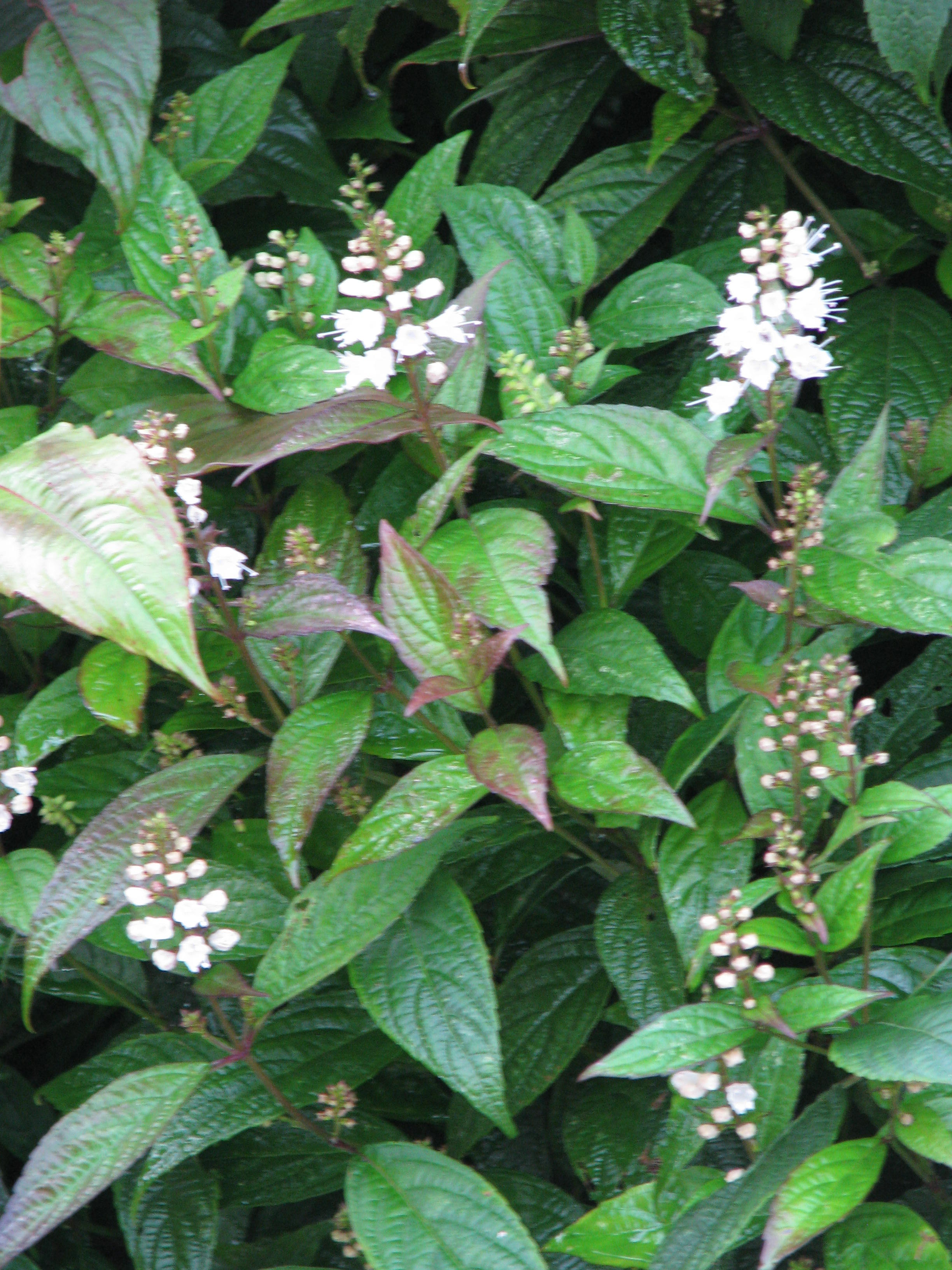
Il portamento
Collinsonia japonica

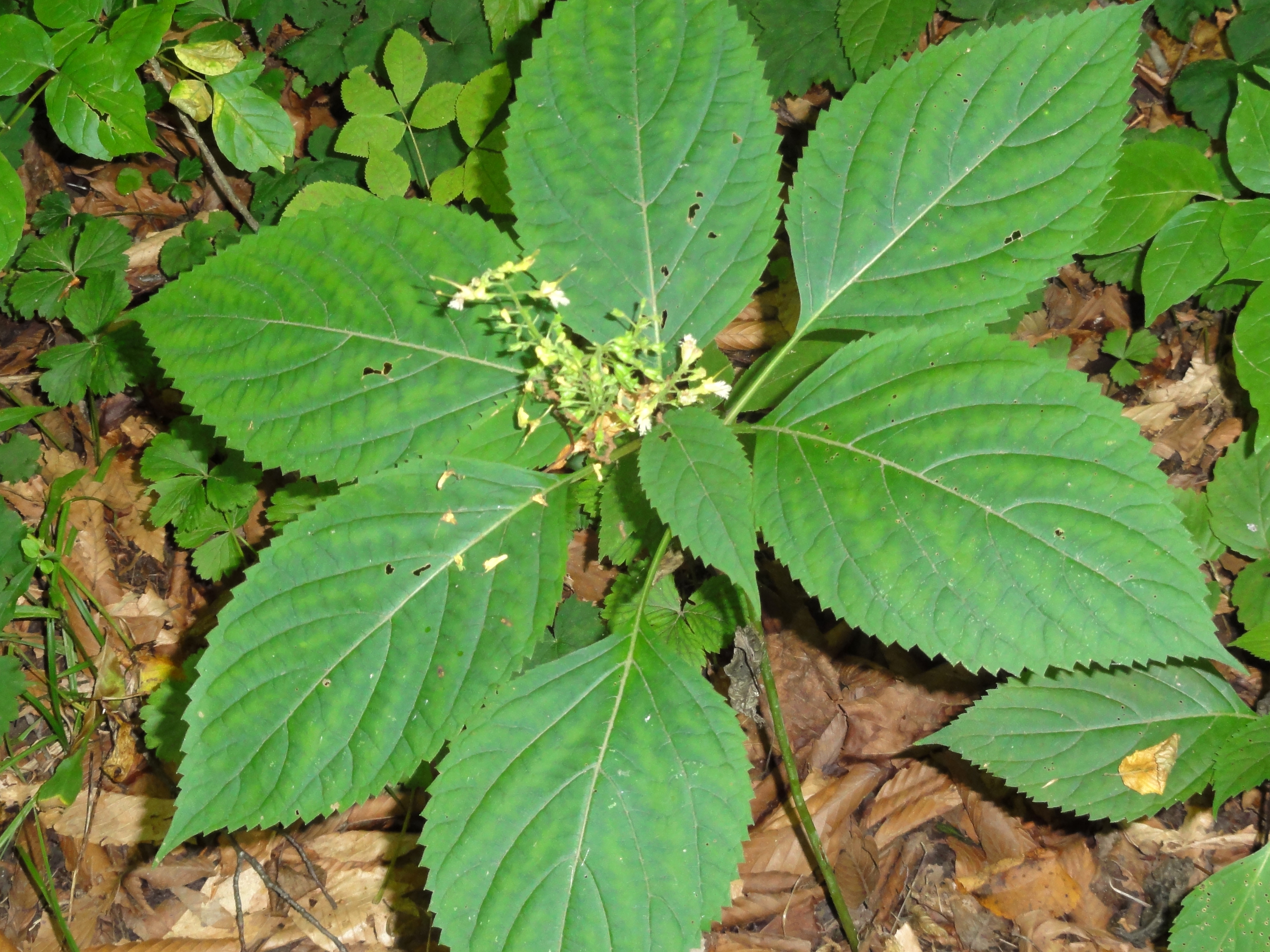
Le foglie
Collinsonia canadensis

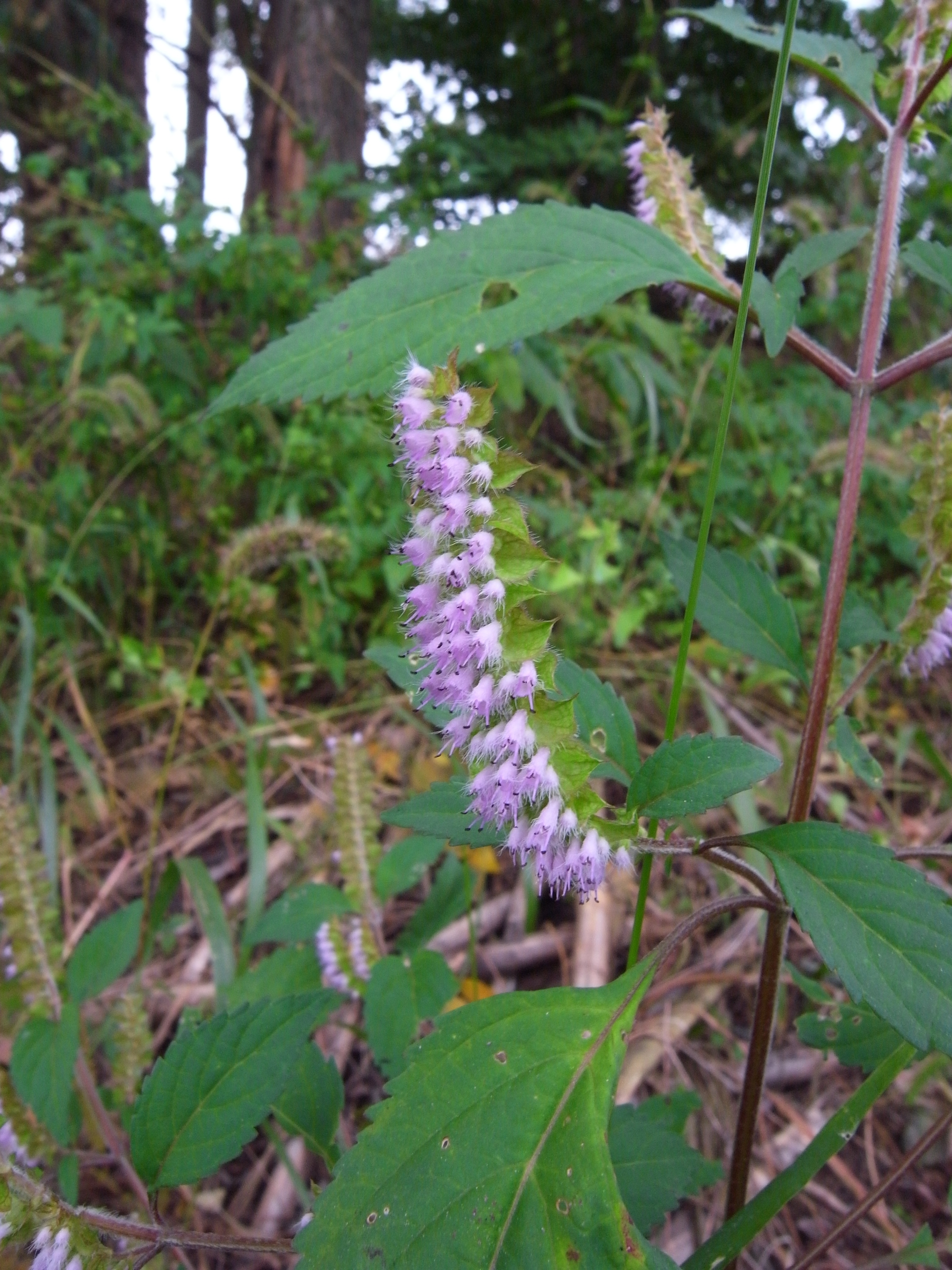
Infiorescenza
Elsholtzia ciliata

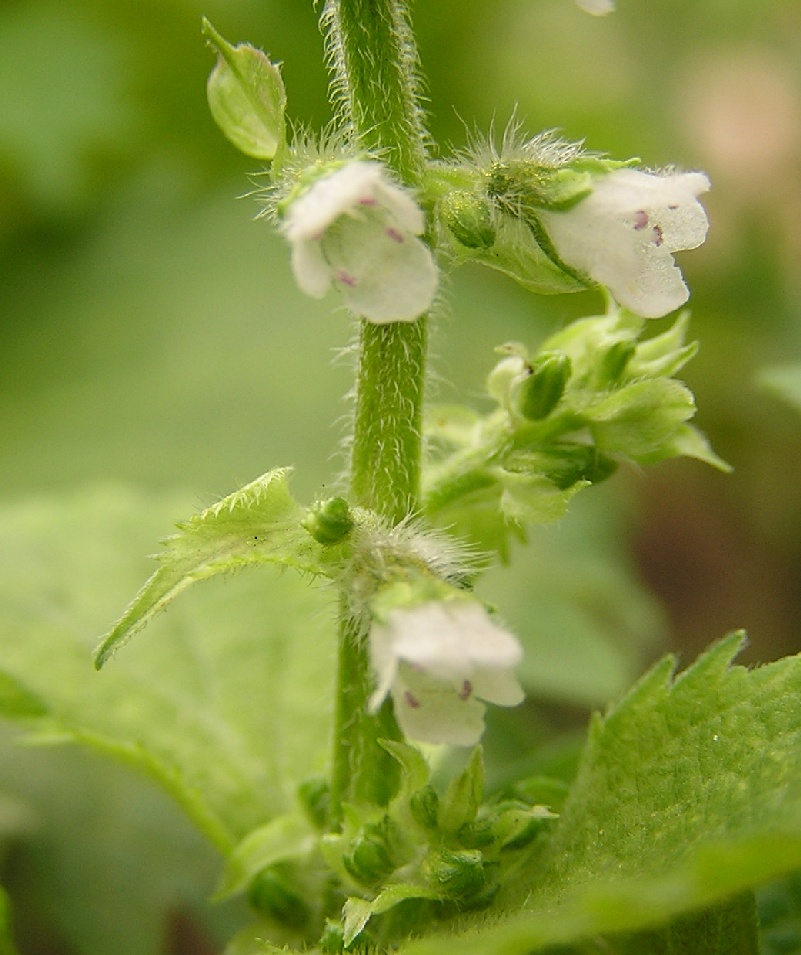
I fiori
Perilla frutescens

- Il portamento delle specie di questa tribù è erbaceo annuale o perenne, oppure arbustivo. Il fusto spesso ha una sezione quadrangolare a causa della presenza di fasci di collenchima posti nei quattro vertici, mentre le quattro facce sono concave. In queste piante (non tutte) sono inoltre presenti ghiandole contenenti oli eterei che emanano caratteristici aromi (odore di limone in Collisonia). Sono presenti anche forme rizomatose (Perillula).[4][5][6][7]
- Le foglie lungo il caule sono disposte in modo opposto (a volte subverticillato) e normalmente sono picciolate. Le forme della lamina sono da ovate a ellittiche o largamente lanceolate; i bordi in genere sono più o meno interi o finemente dentellati o anche profondamente dentati. In alcune specie la faccia abassiale è ricoperta da ghiandole punteggiate.
- Le infiorescenze sono spesso dei racemi cimosi tirsoidi o panicolati di fiori ascellari e brattee spesso embricate; in alcune specie le forme delle infiorescenze sono cilindriche. Sono presenti anche infiorescenze verticillastre continue o interrotte (Elsholtzia). I fiori a volte sono pochi (3 o anche uno solo). Le brattee hanno forme ovate anche minute. Le bratteole normalmente sono assenti. Le infiorescenze spesso sono composte.
- I fiori sono ermafroditi, zigomorfi, tetrameri (4-ciclici), ossia con quattro verticilli (calice – corolla - androceo – gineceo) e pentameri (5-meri: la corolla e il calice sono a 5 parti). Sono inoltre omogami (autofecondanti).

- Formula fiorale. Per la famiglia di queste piante viene indicata la seguente formula fiorale:

X, K (5), [C (2+3), A 2+2] G (2), (supero), drupa, 4 nucule
- Calice: il calice è gamosepalo con base tubulosa o campanulata e terminante con 5 lobi raggruppati secondo la struttura 3/2 (i due anteriori in genere sono più lunghi). La forma dei lobi è da lanceolata-subulata a deltoide. La superficie è percorsa da più o meno 10 nervi e la gola può essere pubescente oppure glabra. Spesso all'antesi il calice è di tipo attinomorfo (con i lobi uguali) ed è accrescente alla fruttificazione diventando contemporaneamente più distintamente bilabiato.

- Corolla: la corolla, gamopetala e zigomorfa, alla base ha la forma di un tubo (diritto o leggermente curvo) o a imbuto corto e termina in modo fortemente bilabiato con 4 - 5 lobi con un raggruppamenti di tipo 1 - 2/3. I lobi generalmente sono corti e poco evidenti, e terminano interi o smarginati. Delle due labbra quello posteriore è 1-2-lobato, mentre quello anteriore è 3-lobato con il lobo mediano generalmente più largo. Le fauci internamente sono, oppure no, circondate da un anello di peli obliqui per impedire l'accesso ad insetti più piccoli e non adatti all'impollinazione. I colori della corolla sono bianchi. gialli o porpora.

- Androceo: l'androceo possiede quattro stami liberi (con i due anteriori più lunghi) o due per aborto degli altri ridotti a staminoidi. Sono debolmente didinami, sono divergenti e sporgono poco o tanto dalla corolla. I filamenti sono adnati alla corolla e sono glabri. Le antere hanno due teche. Le teche sono da parallele a divergenti oppure parallele e divaricate oppure confluenti all'apice; la deiscenza è longitudinale. I granuli pollinici sono del tipo tricolpato o esacolpato. Il nettario è ricco di sostanze zuccherine ed ha la forma di un disco asimmetrico con dei lobi anteriori allungati.

- Gineceo: l'ovario è supero formato da due carpelli saldati (ovario bicarpellare) ed è 4-loculare per la presenza di falsi setti divisori all'interno dei due carpelli. L'ovario è glabro. La placentazione è assile. Gli ovuli sono 4 (uno per ogni presunto loculo), hanno un tegumento e sono tenuinucellati (con la nocella, stadio primordiale dell'ovulo, ridotta a poche cellule). Lo stilo inserito alla base dell'ovario (stilo ginobasico) è del tipo filiforme. Lo stigma è bifido con lobi uguali a forma subulata o anche clavata.

- Il frutto è uno schizocarpo composto da 1 - 4 nucule (talvolta ridotte a una per aborto delle altre) con forme globose, ovoidi o oblunghe e superficie liscia (glabra o sparsamente pubescente) o reticolata o alveolata. I frutti spesso rilasciano i semi con facilità (sono fragili).

## Riproduzione
- Impollinazione: l'impollinazione avviene tramite insetti tipo ditteri e imenotteri (impollinazione entomogama).[7]
- Riproduzione: la fecondazione avviene fondamentalmente tramite l'impollinazione dei fiori (vedi sopra).
- Dispersione: i semi cadendo a terra (dopo essere stati trasportati per alcuni metri dal vento – disseminazione anemocora) sono successivamente dispersi soprattutto da insetti tipo formiche (disseminazione mirmecoria).[10] I semi hanno una appendice oleosa (elaisomi, sostanze ricche di grassi, proteine e zuccheri) che attrae le formiche durante i loro spostamenti alla ricerca di cibo.[11]

## Distribuzione e habitat
La distribuzione delle specie di questa tribù è soprattutto relativa all'emisfero settentrionale (sono escluse quindi Sud America, Africa e Australia). L'habitat varia dai boschi alle foreste montane di latifoglie del Nord America, ma anche aree erbose mesofili aperte o ombrose.

## Tassonomia
La famiglia di appartenenza della tribù (Lamiaceae), molto numerosa con circa 250 generi e quasi 7000 specie, ha il principale centro di differenziazione nel bacino del Mediterraneo e sono piante per lo più xerofile (in Brasile sono presenti anche specie arboree). Per la presenza di sostanze aromatiche, molte specie di questa famiglia sono usate in cucina come condimento, in profumeria, liquoreria e farmacia. La famiglia è suddivisa in 7 sottofamiglie; la tribù Elsholtzieae appartiene alla sottofamiglia Nepetoideae.

### Filogenesi
Analisi di tipo filogenetico hanno stabilito che il genere Elsholtzia è "gruppo fratello" del resto dei generi della tribù. All'interno i generi Keiskea e Perilla formano un clade ben supportato; inoltre risulta essere monofiletico anche il genere Collinsonia.

### Composizione della tribù
La tribù attualmente è formata da 6 generi e 56 specie:
| Genere                                    | Numero specie                               | Numero Cromosomico  | Distribuzione                              | Habitat                                                                                          |
| ----------------------------------------- | ------------------------------------------- | ------------------- | ------------------------------------------ | ------------------------------------------------------------------------------------------------ |
| Collinsonia L., 1753                      | 4                                           | 2n = 50, 52         | Nord America (orientale)                   | Boschi e foreste montane                                                                         |
| Elsholtzia Willd., 1790                   | 35                                          | 2n = 16, 18, 20, 32 | Eurasia (fino alla Cina, Corea e Giappone) | Aree più o meno tropicali (in Europa alcune specie sono naturalizzate)                           |
| Keiskea Miq., 1865                        | 5                                           |                     | Cina e Giappone                            | Aree erbose, boschetti e foreste di latifoglie collinari                                         |
| Mosla (Benth.) Buch.-Ham. ex Maxim., 1875 | 10                                          | 2n = 18             | Cina, Malaysia e Giappone                  | Habitat mesofili aperti o ombrosi                                                                |
| Perilla L., 1764                          | Una specie: Perilla frutescens (L.) Britton | 2n = 20, 40         | Dall'India al Giappone                     | Specie originaria delle aree ombrose dei primi contrafforti himalayani, ma poi coltivata altrove |
| Perillula Maxim., 1875                    | Una specie: Perillula reptans Maxim.        |                     | Giappone                                   | Nei boschi vicino alle rive dei ruscelli                                                         |

### Chiave per i generi
Per meglio comprendere ed individuare i vari generi della tribù l'elenco seguente utilizza in parte il sistema delle chiavi analitiche (vengono cioè indicate solamente quelle caratteristiche utili a distingue un genere dall'altro).
- Gruppo 1A: il portamento è erbaceo annuale; le nucule dei frutti sono fortemente reticolate-alveolate;

- Perilla: gli stami fertili sono 4.
- Mosla: gli stami fertili sono 2 (il paio anteriore sono ridotti).

- Gruppo 1B: il portamento è erbaceo perenne o arbustivo; le nucule dei frutti sono lisce o debolmente reticolate o talvolta verrucate o tubercolate verso l'apice, ma mai reticolate-alveolate;

- Gruppo 2A: i fiori sono raccolti in dense, cilindriche infiorescenze secondarie di tipo spiciformi-tirsoidi formate normalmente da alcune cime o verticilli; le brattee dell'infiorescenza talvolta sono ben visibili e fuse 2 a 2;

- Elsholtzia.

- Gruppo 2B: i fiori sono raccolti in terminali tirsoidi lassi, ma mai densamente spiciformi;

- Gruppo 3A: le infiorescenze di tipo cimoso sono bratteolate, formate da 3 fiori distintamente peduncolati, nella parte alta spesso è presente un solo fiore; le nucule sono 4;

- Perillula.

- Gruppo 3B: le infiorescenze di tipo cimoso sono prive di bratteole e in tutto hanno un solo fiore; la nucula è una (per aborto delle altre);

- Collinsonia (e Keiskea).

### Specie e generi presenti in Europa
In Europa di questa tribù è presente solamente una specie:
- Elsholtzia ciliata (Thunb.) Hyl. - Distribuzione: Europa orientale del Nord (pianta naturalizzata).